# Убийства в Рая
„Убийства в рая“ (на английски: Death in Paradise) е британско-френски криминален сериал по идея на Робърт Торогууд, с участието на Бен Милър (сезони 1 – 3), Крис Маршъл (сезони 3 – 6), Ардал О'Ханлън (сезони 6 – 9), Ралф Литъл (сезони 9 - 13)  и Дон Жилет (специален Коледен епизод 2024 −).
Сериалът е заснет във Френския карибски остров Гуадалупе и е излъчен по BBC One във Великобритания, France 2 във Франция, PBS, Ovation и Britbox в Съединените щати и Канада, Prime в Нова Зеландия, както и ABC и 9Gem в Австралия.
Сериалът съдържа 12 сезона, дебютира във Великобритания на 25 октомври 2011 г. и приключва на 24 февруари 2023 г.  Сериалът продължава през пролетта на 2024 г.

## В България
В България сериалът се излъчва по „Фокс Крайм“ от 2012 г. досега. Дублажът е на „Андарта Студио“. Ролите се озвучават от артистите Таня Димитрова, Мина Костова, Росен Плосков и Илиян Пенев. В петия сезон Светломир Радев се присъединява към състава, но по-късно бива сменен от Емил Емилов. През 2023 г. Плосков бива сменен от Сотир Мелев. В някои епизоди Костова е заместена от Петя Абаджиева. Преводът е на Гергана Стойчева, а режисьор на дублажа е Кирил Бояджиев.
На 20 май 2024 г. започва по bTV Cinema с разписание всеки делник от 19:00 по два епизода. Дублажът е на студио VMS. Ролите се озвучават от артистите Татяна Етимова, Петя Абаджиева, Кирил Ивайлов, Владимир Колев и Росен Русев.